# بومناک
بومناک (به لاتین: Bomnak) یک روستا در روسیه است.